# Leptoseris papyracea
Leptoseris papyracea là một loài san hô trong họ Agariciidae. Loài này được Dana mô tả khoa học năm 1846.